# 加迪迈节

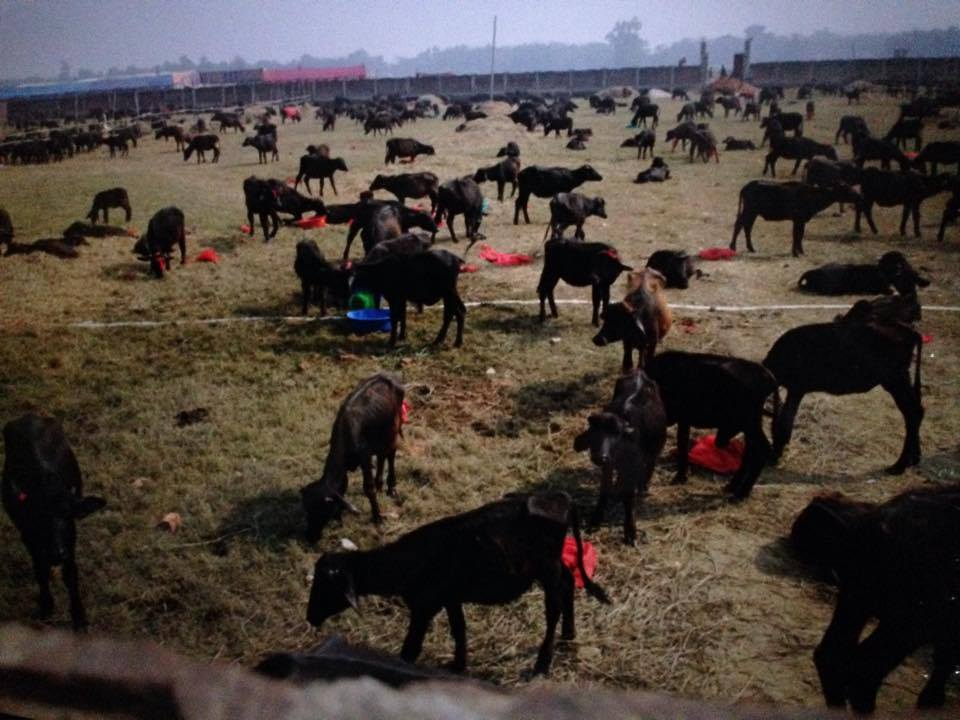
加迪迈节上待宰杀的动物

加迪迈节，是在尼泊尔巴拉县巴里亚尔普尔加迪迈庙举办的一个印度教节日，每5年举办一次。

## 简介
在这个节日中，加迪迈庙及所在地区会举行大规模的祭祀仪式，献祭大量动物以求加迪迈女神保佑人们各自实现自己的愿望。大约200万人参加该节日，梅德西人以及超过80%的信徒都是从印度比哈尔邦和北方邦来的。在尼泊尔参加节日，可以不受印度各邦对动物献祭的禁令的限制。参加者们相信，向加迪迈女神献祭动物可以消灾得福。
仪式在黎明开始，首先进行“潘恰巴利”（pancha bali）即献祭五只动物，包括一只老鼠，一头山羊，一只公鸡，一头猪，一只鸽子。在整个节日期间，家养雄性亚洲水牛（当地人称“PaaDa”）是最热门的献祭动物，其他献祭动物还有公山羊（Khassi/Boka），鸡（Murga/Kukhura），鸽子（Parewa），鸭（Haans），大鼠（Moos）等，这些动物被全部杀死。据估计，2009年加迪迈节期间，有30万到50万只动物被杀死，50万人来该庙参观。加迪迈节被认为是世界上最大规模的动物献祭。
2009年节日前1个月，马德西人政治家们意识到将会遇到献祭用山羊的“严重短缺”，以及节日期间用于食用的山羊肉的“严重短缺”。他们用广播劝说农民们出售他们的牲畜，以缓解短缺局面。
若干动物权利活动人士在每次举办加迪迈节之前及之中反对该节日。2009年加迪迈节引起了玛妮卡·甘地、碧姬·芭铎等知名人士的关注，他们齐齐反对这种大规模杀戮动物的行为。尼泊尔政府官员表示，他们不能阻止许多世纪延续下来的这种传统，尽管尼泊尔和印度的动物权利活动人士对此表示反对。动物权利活动人士说，他们不指望一夜之间就结束这种行为。